# Schwenkbraten

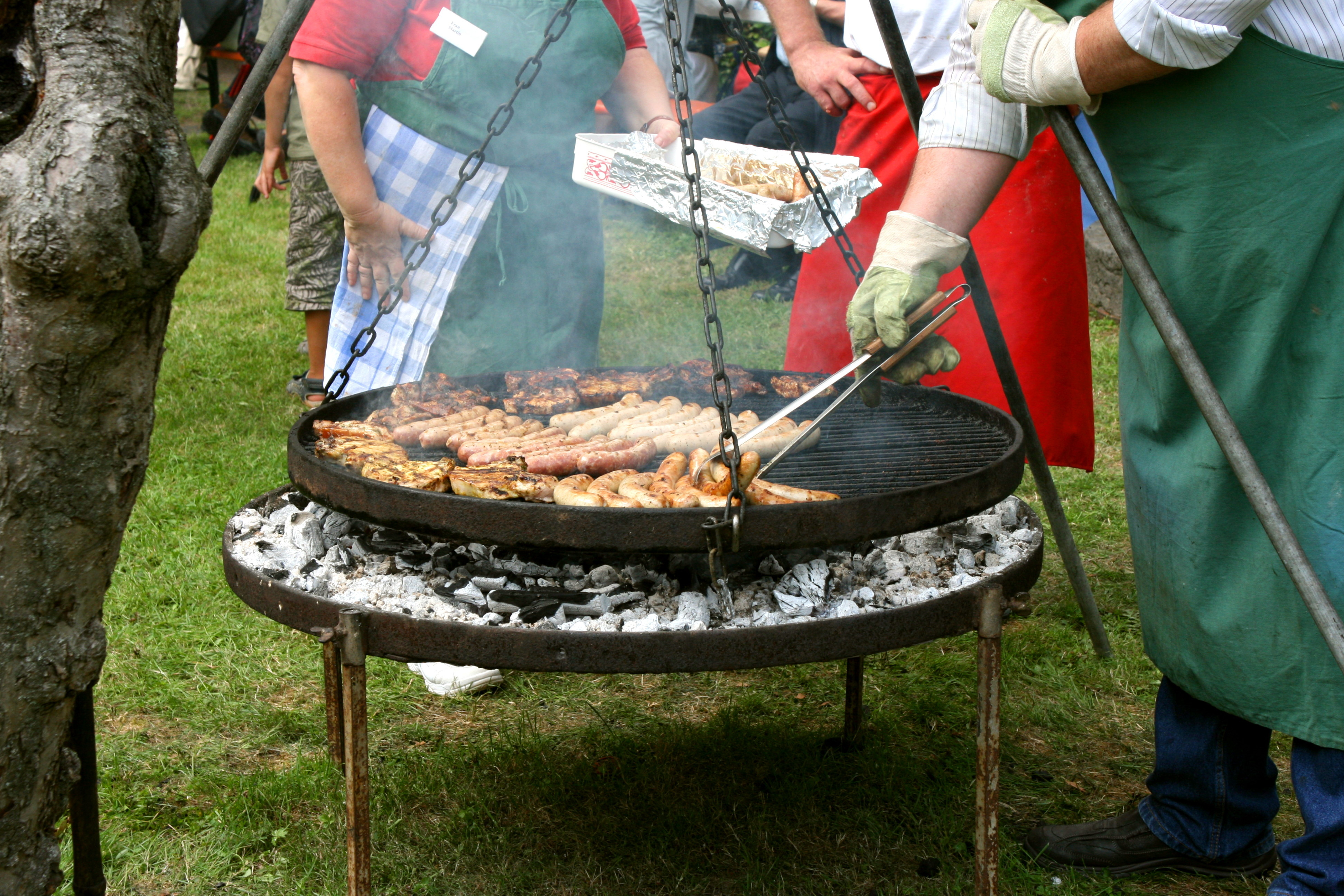
Schwenkbraten und Bratwürste auf einem Schwenker (Schwenkgrill)

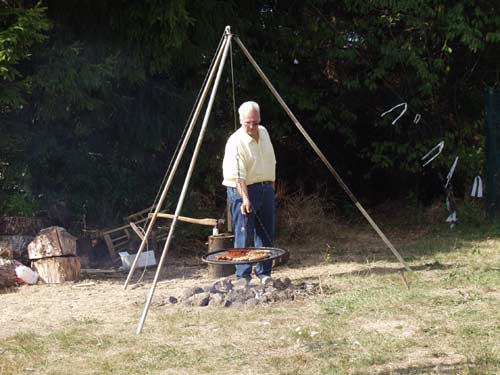
Ein Schwenker grillt Schwenker auf einem Schwenker

Schwenkbraten (Saarländisch: Schwenkbroode), Schaukelbraten oder Schwenker ist ein Fleischgericht, das in der Regel aus Schweinefleisch hergestellt wird. Es handelt sich um marinierte und „geschwenkte“ (gegrillte) Scheiben vom Schweinenacken. Der Braten wird üblicherweise auf einem Schwenkgrill zubereitet, bei dem der dreh- und schwenkbare Grillrost an einer Kette über dem Feuer hängt.
Ein Schwenkbraten ist meist ein bis drei Zentimeter dick und wiegt ca. 100 bis 300 Gramm. Schwenkbraten werden meist fertig mariniert verkauft. Dazu wird eine Marinade aus Speiseöl, Zwiebeln, Knoblauch und Gewürzen wie z. B. Pfeffer, Oregano, Thymian, Paprika, Lorbeer oder Senf hergestellt, in der das Fleisch für einen Tag zieht.

## Bedeutung des Schwenkens
Insbesondere im Saarland, der Pfalz, im Hunsrück und in der Eifel hat sich der Brauch des Schwenkens stark verbreitet und ist dort die dominierende Form des Grillens. Der Begriff Schwenker steht für Dreierlei: Zum einen ist der Schwenker die besondere Form des Grills. Weiterhin wird das auf dem Schwenker zubereitete Fleisch (Schwenkbraten) als Schwenker bezeichnet. Außerdem wird die Person, die den Schwenker (Fleisch) auf dem Schwenker (Grill) zubereitet, ebenfalls Schwenker genannt.